# Luigi Cantone
Pour les articles homonymes, voir Cantone.
Luigi Cantone, né le 21 juillet 1917 à Robbio, dans la province de Pavie, en Lombardie et mort le 6 novembre 1997 à Novare, est un escrimeur italien pratiquant l’épée. Cantone a été champion olympique lors des Jeux olympiques de 1948.

## Palmarès
- Jeux olympiques
  -  Médaille d'or à l’épée individuelle aux Jeux olympiques de 1948 à Londres
  -  Médaille d'argent à l’épée par équipe aux Jeux olympiques de 1948 à Londres